# Kiowa (Kansas)
Pour les articles homonymes, voir Kiowa (homonymie).
Kiowa est une ville américaine située dans le comté de Barber, au Kansas. Selon le recensement de 2020, sa population est de 902 habitants.